# دیوردی لیتوان
دیوردی لیتوان (مجاری: Litván György; ۱۹ فوریهٔ ۱۹۲۹ – ۸ نوامبر ۲۰۰۶) تاریخ‌نگار، فعال سیاسی و مقام ارشد مجارستان در طول انقلاب ۱۹۵۶ بود.
پس از تغییر رژیم در مجارستان در سال ۱۹۸۹، او برنده جوایز دانشگاهی مختلف همچون جایزه سچنی شد. زمینه‌های مورد علاقه وی مربوط به نگرش‌ها و جنبش‌های اجتماعی و سیاسی اوایل قرن بیستم در مجارستان، عوامل سیاسی، دیپلماتیک و نظامی است که منجر به پیمان تریانون (که بخش‌های زیادی از مجارستان را به کشورهای همسایه الحاق کرده‌است) نیز می‌شود، به عنوان تاریخ کلی جهان از زمان جنگ جهانی دوم.